# Homogene reactie
Een homogene reactie is een chemische reactie waarbij er tussen de reactanten zich geen grensvlakken bevinden. Een reactie tussen gassen of tussen vloeistoffen onderling zijn dus homogene reacties.
Reacties tussen vaste stoffen zijn heterogeen, evenals reacties tussen een gas en een vloeistof, een gas en een vaste stof of een vloeistof en een vaste stof.

## Voorbeelden van homogene reacties
De redoxreactie tussen Fe3+ en Sn2+ in een waterige oplossing is homogeen:
{\displaystyle {\ce {2Fe^3+ + Sn^2+ -> 2Fe^2+ + Sn^4+}}}
Een voorbeeld van een homogene reactie in de gasfase is de reactie tussen joodtrichloride en dichloor tot joodpentachloride:
{\displaystyle {\ce {ICl3 + Cl2 -> ICl5}}}